# Саутист-Фэрбанкс
Саутист-Фэрбанкс (англ. Southeast Fairbanks) — зона переписи населения в штате Аляска, США. Является частью неорганизованного боро и потому не имеет административного центра. Население зоны по данным переписи 2010 года составляло 7029 человек.

## География
Площадь зоны — 64 900 км², из которых 64 150 км² занимает суша и 750 км² (1,2 %) занимают открытые водные пространства. Граничит с боро Фэрбанкс-Норт-Стар (на северо-западе), зоной переписи населения Юкон-Коюкук (на севере), зоной переписи населения Валдиз—Кордова (на юге), боро Матануска-Суситна (на юго-западе) и боро Денали (на западе), а также с канадской территорией Юкон (на востоке).

## Население
По данным переписи 2000 года, население зоны составляло 6174 человека. Плотность населения равняется 0,09 чел/км². Расовый состав зоны включает 78,99 % белых; 1,98 % чёрных или афроамериканцев; 12,71 % коренных американцев; 0,68 % азиатов; 0,15 % выходцев с тихоокеанских островов; 0,73 % представителей других рас и 4,76 % представителей двух и более рас. 2,70 % из всех рас — латиноамериканцы. 4,29 % населения зоны говорят дома на атабаскских языках; 4,02 % населения — на русском; 3,76 % — на украинском и 2,34 % — на испанском.
Из 2098 домохозяйств 39,4 % имеют детей в возрасте до 18 лет, 58,2 % являются супружескими парами, проживающими вместе, 8,6 % являются женщинами, проживающими без мужей, а 28,2 % не имеют семьи. 23,5 % всех домохозяйств состоят из отдельно проживающих лиц, в 5,5 % домохозяйств проживают одинокие люди в возрасте 65 лет и старше. Средний размер домохозяйства составил 2,80, а средний размер семьи — 3,34.
В зоне проживает 32,8 % населения в возрасте до 18 лет; 7,6 % от 18 до 24 лет; 27,8 % от 25 до 44 лет; 25,7 % от 45 до 64 лет и 6,1 % в возрасте 65 лет и старше. Средний возраст населения — 34 года. На каждые 100 женщин приходится 107,2 мужчин. На каждые 100 женщин в возрасте 18 лет и старше приходится 108,6 мужчин.
Динамика численности населения по годам:
| 1970 | 1980 | 1990 | 2000 | 2010 |
| ---- | ---- | ---- | ---- | ---- |
| 4179 | 5676 | 5913 | 6174 | 7029 |

### Города
- Делта-Джанкшен
- Игл

### Статистически обособленные местности
- Алкан-Бордер[англ.]
- Биг-Дельта[англ.]
- Делтана
- Дот-Лейк[англ.]
- Дот-Лейк-Виллидж[англ.]
- Драй-Крик
- Игл-Виллидж
- Нортуэй[англ.]
- Нортуэй-Виллидж[англ.]
- Нортуэй-Джанкшен[англ.]
- Танакросс
- Тетлин
- Ток
- Форт-Грили
- Хили-Лейк[англ.]
- Чикен